# Bunker Ramo
Pour les articles homonymes, voir Bunker.
Bunker Ramo est une société américaine de haute-technologie fondée en 1964 dans le comté de Trumbull (Connecticut) par George M. Bunker et portant le nom du chercheur en électronique californien Simon Ramo.

## Histoire
L'opération prévoit alors l'absorption de Teleregister, société de diffusion d'information financière en direct, par Thompson Ramo Wooldridge, groupe d'électronique de défense résultant de l'alliance en 1958 de Ramo-Wooldridge Corporation avec Thompson Products, et spécialisé dans les programmes de fabrication de missile balistique.[pas clair]
Thompson Ramo Wooldridge, dont le président Dean Wooldridge est parti à la retraite en 1962, devient alors l'actionnaire minoritaire de Bunker Ramo, détenu à 90 % par le futur géant de l'électronique de défense américain Martin Marietta.[réf. souhaitée]
Bunker Ramo et son produit vedette Telequote, acquis en 1964 par l'intégration de la société Teleregister, sont à l'origine de la création en 1971 du premier marché boursier électronique du monde, le NASDAQ,. 
En 1976, Nasdaq rachète l'outil informatique, qui permettait la cotation électronique de 2500 sociétés, à Bunker Ramo.
En 1981, Bunker Ramo est acquis par l'entreprise Allied Chemical and Dye Corporation, elle-même rachetée par le constructeur informatique américain Honeywell et plus tard associé à son concurrent français Bull.
En 1985, la société de services informatiques américaine Automatic Data Processing (ADP) rachète Bunker Ramo. La même année, Bunker Ramo présente le réseau d’information Supernet, permettant de fournir des informations financières sur des terminaux spéciaux ou des ordinateurs personnels.